# كات باور (روائية)
كات باور (بالإنجليزية: Cat Bauer)‏ (27 يوليو 1955)؛ صحفية وروائية أمريكية.